# Perampelan
Perampelan is een bestuurslaag in het regentschap Demak van de provincie Midden-Java, Indonesië. Perampelan telt 3579 inwoners (volkstelling 2010).